# Gábor Szabó
Gábor Szabó (8. března 1936 Budapešť – 26. února 1982 tamtéž) byl maďarský jazzový kytarista a hudební skladatel. Na kytaru začal hrát ve svých čtrnácti letech. V roce 1956 se odstěhoval do Spojených států amerických a zahájil studium na Berklee College of Music v Bostonu. V letech 1961–1965 hrál v kvintetu bubeníka Chico Hamiltona a následně začal vydávat vlastní alba; první z nich neslo název Gypsy '66 a vyšlo v roce 1966 u vydavatelství Impulse! Records. Během své kariéry spolupracoval s řadou dalších interpretů, mezi které patří Chick Corea, Lena Horne, Gary McFarland a Charles Lloyd.